# Sergiu Popovici
Sergiu Cristian Popovici (sinh ngày 23 tháng 3 năm 1993) là một cầu thủ bóng đá người România thi đấu cho câu lạc bộ Liga I Gaz Metan Mediaș. Anh ra mắt tại Liga I vào ngày 11 tháng 3 năm 2013 trong trận đấu trước Gloria Bistrița.

## Sự nghiệp câu lạc bộ
Ngày 19 tháng 3 năm 2011, CS Flacăra Faget ký hợp đồng với Sergiu Popovici từ câu lạc bộ trẻ LPS Banatul nơi anh đã gắn bó 7 năm, trước khi chuyển đến Vaslui vào ngày 25 tháng 1 năm 2012. Các nhà lãnh đạo của câu lạc bộ tỏ ra hào hứng về bản hợp đồng này. Ngày 17 tháng 8 năm 2012, Sergiu Popovici, cùng với Razvan Neagu và Valter Heil, được cho mượn đến Vointa Sibiu, but trở lại Vaslui a few months later when the club folded.

## Sự nghiệp quốc tế
Popovici ra mắt cho U-19 România against U-19 Ý tại vòng loại giải vô địch bóng đá U-19 châu Âu, vào sân với vai trò dự bị ở phút thứ 87. Tỉ số là 2-1 dành cho România.

## Danh hiệu sự nghiệp

### Vaslui
- Liga I
  - Á quân: 2011-2012